# Os Nonatos
Os Nonatos foram uma dupla de repentistas populares brasileiros composta por Nonato Neto (Cachoeira dos Índios, Paraíba) e Nonato Costa (Santana do Acaraú, Ceará).
Mais de 35 bandas já interpretaram Os Nonatos, a exemplo de Mastruz com Leite, Wesley Safadão, Cheiro de Menina, Aviões do Forró, Solteirões, Caviar com Rapadura, Saia Rodada, Cavaleiros do Forró, Forró do Muído e Francis Lopes.
Devido ao sucesso que faz na Paraíba e regiões fronteiriças, como o Sertão do Pajeú, a dupla já foi homenageada em várias cidades:
- Em 2006, receberam o título de Cidadãos Itapetinenses, concedido pela Câmara Municipal de Itapetim.
- No mesmo ano, foi a vez de Cachoeira dos Índios lhe conceder o mesmo título, bem como o de Cidadão Benevolente.
- Em 2008, receberam a mesma homenagem em Cajazeiras.
- Em 2009, Cidadãos Pessoenses (João Pessoa).
- São considerados uns dos melhores repentistas da atualidade.

Em dia 17 de agosto de 2018, a dupla anunciou o fim da parceria, que aconteceu em 31 de dezembro do mesmo ano. Em 27 anos de carreira foram  24 CD’s, dois DVD’s e 300 composições, além de participações em vários festivais de poetas no Brasil. Dentre as composições estão "Mudar pra quê?", "Metamorfose", "Um nós, por dois eus...", "Astronauta" e "Sem céu e sem chão". 